# Puchar Azji w Piłce Nożnej Kobiet 2026
Puchar Azji w Piłce Nożnej Kobiet 2026 – dwudziesty pierwszy turniej Pucharu Azji w piłce nożnej kobiet. Wydarzenie to po raz drugi rozgrywane będzie w Australii. Rozpocznie się ono 1 marca, a zakończyło 21 marca 2026 roku.

## Wybór gospodarza
Następujące trzy związki piłkarskie ogłosiły swoje zainteresowanie organizacją turnieju przed upływem terminu 31 lipca 2022 r.
- Australia

Odrzucone kandydatury:
- Arabia Saudyjska (wycofana 23 lutego 2024)
- Jordania
- Uzbekistan (Przyznano organizację turnieju w 2029 roku)

Australia była wcześniej gospodarzem Pucharu Azji kobiet w 2006 roku, niedługo po dołączeniu do AFC.
15 marca 2024 roku Australia otrzymała prawa gospodarza turnieju.

## Kwalifikacje
Eliminacje odbędą się od 23 czerwca do 5 lipca 2025. Australia, Chiny, Korea Południowa i Japonia mają zapewniony udział w turnieju

## Zakwalifikowane drużyny
Zapewniony udział w turnieju ma Australia, jako gospodarz turnieju, oraz trzy najlepsze drużyny z edycji 2022. Kwalifikacje dla pozostałych drużyn zostaną rozegrane czerwcu i lipcu 2025 roku.
| Reprezentacja    | Sposób kwalifikacji              | Ostatni występ | Najlepszy wynik                                                    | Wynik |
| ---------------- | -------------------------------- | -------------- | ------------------------------------------------------------------ | ----- |
| Australia        | gospodarz                        | 2022           | Mistrzostwo (2010)                                                 |       |
| Chiny            | I miejsce w Pucharze Azji 2018   | 2022           | Mistrzostwo (1986, 1989, 1991, 1993, 1995, 1997, 1999, 2006, 2022) |       |
| Korea Południowa | II miejsce w Pucharze Azji 2018  | 2022           | II miejsce (2022)                                                  |       |
| Japonia          | III miejsce w Pucharze Azji 2018 | 2022           | Mistrzostwo (2014, 2018)                                           |       |
| Iran             | Zwycięzca Grupy A                | 2022           | Faza grupowa (2022)                                                |       |
| Indie            | Zwycięzca Grupy B                | 2022           | II miejsce (1979, 1983)                                            |       |
| Bangladesz       | Zwycięzca Grupy C                | debiutantki    | debiutantki                                                        |       |
| Chińskie Tajpej  | Zwycięzca Grupy D                | 2022           | Mistrzostwo (1977, 1979, 1981)                                     |       |
| Wietnam          | Zwycięzca Grupy E                | 2022           | VI miejsce (2014), Ćwierćfinał (2022)                              |       |
| Uzbekistan       | Zwycięzca Grupy F                | 2003           | Faza grupowa (1995, 1997, 1999, 2001, 2003)                        |       |
| Filipiny         | Zwycięzca Grupy G                | 2022           | Półfinał (2022)                                                    |       |
| Korea Północna   | Zwycięzca Grupy H                | 2010           | Mistrzostwo (2001, 2003, 2008)                                     |       |

## Miasta i stadiony
Turniej odbędzie się na 5 stadionach w 3 miastach.
| SydneyPerthGold Coast | Sydney             | Sydney                    |
| --------------------- | ------------------ | ------------------------- |
| SydneyPerthGold Coast | Stadium Australia  | Western Sydney Stadium    |
| SydneyPerthGold Coast | Pojemność: 79 500  | Pojemność: 30 000         |
| SydneyPerthGold Coast |                    |                           |
| SydneyPerthGold Coast | Perth              |                           |
| SydneyPerthGold Coast | Perth Stadium      | Perth Rectangular Stadium |
| SydneyPerthGold Coast | Pojemność: 60 000  | Pojemność: 19 500         |
| SydneyPerthGold Coast |                    |                           |
| SydneyPerthGold Coast | Gold Coast         |                           |
| SydneyPerthGold Coast | Gold Coast Stadium |                           |
| SydneyPerthGold Coast | Pojemność: 28 000  |                           |
| SydneyPerthGold Coast |                    |                           |

## Faza grupowa
Na podstawie:
Legenda
|  | Awans do fazy pucharowej. |
|  | Odpadnięcie z turnieju.   |

Gdy dwie lub więcej drużyn zakończy fazę grupową z taką samą liczbą punktów, o kolejności w tabeli decyduje:
1. bilans bramkowy
2. liczba goli zdobytych w fazie grupowej;
3. punkty zdobyte w meczach pomiędzy danymi drużynami;
4. różnica bramek w meczach pomiędzy danymi drużynami;
5. zdobyte bramki w meczach pomiędzy danymi drużynami;
6. klasyfikacja fair play;
7. losowanie.

### Grupa A
| Lp. | Drużyna          | M | Mecze | Mecze | Mecze | Bramki | Bramki | Bramki | Pkt |
| Lp. | Drużyna          | M | W     | R     | P     | +      | −      | +/−    | Pkt |
| --- | ---------------- | - | ----- | ----- | ----- | ------ | ------ | ------ | --- |
| 1.  | Australia        | 0 | 0     | 0     | 0     | 0      | 0      | 0      | 0   |
| 2.  | Korea Południowa | 0 | 0     | 0     | 0     | 0      | 0      | 0      | 0   |
| 3.  | Iran             | 0 | 0     | 0     | 0     | 0      | 0      | 0      | 0   |
| 4.  | Filipiny         | 0 | 0     | 0     | 0     | 0      | 0      | 0      | 0   |

| 1 marca 2026 11:00 CET | Australia | – | Filipiny | Perth Stadium, Perth |
|                        |           |   |          |                      |

| 2 marca 2026 11:00 CET | Korea Południowa | – | Iran | Gold Coast Stadium, Gold Coast |
|                        |                  |   |      |                                |

| 5 marca 2026 05:00 CET | Filipiny | – | Korea Południowa | Gold Coast Stadium, Gold Coast |
|                        |          |   |                  |                                |

| 5 marca 2026 11:00 CET | Iran | – | Australia | Gold Coast Stadium, Gold Coast |
|                        |      |   |           |                                |

| 8 marca 2026 11:00 CET | Australia | – | Korea Południowa | Stadium Australia, Sydney |
|                        |           |   |                  |                           |

| 8 marca 2026 11:00 CET | Iran | – | Filipiny | Gold Coast Stadium, Gold Coast |
|                        |      |   |          |                                |

### Grupa B
| Lp. | Drużyna        | M | Mecze | Mecze | Mecze | Bramki | Bramki | Bramki | Pkt |
| Lp. | Drużyna        | M | W     | R     | P     | +      | −      | +/−    | Pkt |
| --- | -------------- | - | ----- | ----- | ----- | ------ | ------ | ------ | --- |
| 1.  | Korea Północna | 0 | 0     | 0     | 0     | 0      | 0      | 0      | 0   |
| 2.  | Chiny          | 0 | 0     | 0     | 0     | 0      | 0      | 0      | 0   |
| 3.  | Bangladesz     | 0 | 0     | 0     | 0     | 0      | 0      | 0      | 0   |
| 4.  | Uzbekistan     | 0 | 0     | 0     | 0     | 0      | 0      | 0      | 0   |

| 3 marca 2026 CET | B2 | – | B3 | Western Sydney Stadium, Sydney |
|                  |    |   |    |                                |

| 3 marca 2026 CET | B1 | – | B4 | Western Sydney Stadium, Sydney |
|                  |    |   |    |                                |

| 6 marca 2026 CET | B4 | – | B2 | Western Sydney Stadium, Sydney |
|                  |    |   |    |                                |

| 6 marca 2026 CET | B3 | – | B1 | Western Sydney Stadium, Sydney |
|                  |    |   |    |                                |

| 9 marca 2026 CET | B1 | – | B2 | Western Sydney Stadium, Sydney |
|                  |    |   |    |                                |

| 9 marca 2026 CET | B3 | – | B4 | Perth Rectangular Stadium, Perth |
|                  |    |   |    |                                  |

### Grupa C
| Lp. | Drużyna | M | Mecze | Mecze | Mecze | Bramki | Bramki | Bramki | Pkt |
| Lp. | Drużyna | M | W     | R     | P     | +      | −      | +/−    | Pkt |
| --- | ------- | - | ----- | ----- | ----- | ------ | ------ | ------ | --- |
| 1.  | C1      | 0 | 0     | 0     | 0     | 0      | 0      | 0      | 0   |
| 2.  | C2      | 0 | 0     | 0     | 0     | 0      | 0      | 0      | 0   |
| 3.  | C3      | 0 | 0     | 0     | 0     | 0      | 0      | 0      | 0   |
| 4.  | C4      | 0 | 0     | 0     | 0     | 0      | 0      | 0      | 0   |

| 4 marca 2026 CET | C2 | – | C3 | Perth Rectangular Stadium, Perth |
|                  |    |   |    |                                  |

| 4 marca 2026 CET | C1 | – | C4 | Perth Rectangular Stadium, Perth |
|                  |    |   |    |                                  |

| 7 marca 2026 CET | C4 | – | C2 | Perth Rectangular Stadium, Perth |
|                  |    |   |    |                                  |

| 7 marca 2026 CET | C3 | – | C1 | Perth Rectangular Stadium, Perth |
|                  |    |   |    |                                  |

| 10 marca 2026 CET | C3 | – | C4 | Western Sydney Stadium, Sydney |
|                   |    |   |    |                                |

| 10 marca 2026 CET | C1 | – | C2 | Perth Rectangular Stadium, Perth |
|                   |    |   |    |                                  |

## Faza pucharowa
W fazie pucharowej uczestniczyło 8 zespołów, które awansowały z fazy grupowej. Ta część rywalizacji składała się z trzech rund, w każdej rundzie odpadała połowa drużyn. Po wyłonieniu czterech najlepszych drużyn turnieju, rozegrane zostały półfinały. Zwycięzcy tych spotkań rozegrali mecz o tytuł mistrzowski. W każdym ze spotkań fazy pucharowej mecz zakończony w regulaminowym czasie remisem musiał być rozstrzygnięty poprzez trzydziestominutową dogrywkę. Jeżeli wynik nadal pozostawał nierozstrzygnięty, następowała seria rzutów karnych.

Drużyny które wygrają w ćwierćfinałach uzyskają awans do Mistrzostw Świata 2023, natomiast drużyny, które odpadły w ćwierćfinałach zagrają play-offy, z których awans na mundial otrzyma jedna drużyna (Australia odpadła w ćwierćfinale, ale nie brała udziału w play-offach, gdyż była gospodarzem turnieju.
|  |                  |             |                  |  |  |                  |          |          |  |  |       |       |       |
|  | Ćwierćfinał      | Ćwierćfinał | Ćwierćfinał      |  |  | Półfinał         | Półfinał | Półfinał |  |  | Finał | Finał | Finał |
|  | Ćwierćfinał      | Ćwierćfinał | Ćwierćfinał      |  |  | Półfinał         | Półfinał | Półfinał |  |  | Finał | Finał | Finał |
|  | 14 marca, Perth  |             |                  |  |  |                  |          |          |  |  |       |       |       |
|  |                  |             |                  |  |  |                  |          |          |  |  |       |       |       |
|  | 1B               |             |                  |  |  |                  |          |          |  |  |       |       |       |
|  |                  |             | 17 marca, Perth  |  |  |                  |          |          |  |  |       |       |       |
|  | 2C               |             |                  |  |  |                  |          |          |  |  |       |       |       |
|  |                  |             |                  |  |  |                  |          |          |  |  |       |       |       |
|  | 13 marca, Perth  |             |                  |  |  |                  |          |          |  |  |       |       |       |
|  |                  |             |                  |  |  |                  |          |          |  |  |       |       |       |
|  | 2A               |             |                  |  |  |                  |          |          |  |  |       |       |       |
|  |                  |             |                  |  |  | 21 marca, Sydney |          |          |  |  |       |       |       |
|  | 2B               |             |                  |  |  |                  |          |          |  |  |       |       |       |
|  |                  |             |                  |  |  |                  |          |          |  |  |       |       |       |
|  | 14 marca, Sydney |             |                  |  |  |                  |          |          |  |  |       |       |       |
|  |                  |             |                  |  |  |                  |          |          |  |  |       |       |       |
|  | 1A               |             |                  |  |  |                  |          |          |  |  |       |       |       |
|  |                  |             | 18 marca, Sydney |  |  |                  |          |          |  |  |       |       |       |
|  | 3 B/C            |             |                  |  |  |                  |          |          |  |  |       |       |       |
|  |                  |             |                  |  |  |                  |          |          |  |  |       |       |       |
|  | 15 marca, Sydney |             |                  |  |  |                  |          |          |  |  |       |       |       |
|  |                  |             |                  |  |  |                  |          |          |  |  |       |       |       |
|  | 1C               |             |                  |  |  |                  |          |          |  |  |       |       |       |
|  |                  |             |                  |  |  |                  |          |          |  |  |       |       |       |
|  | 3 A/B            |             |                  |  |  |                  |          |          |  |  |       |       |       |
|  |                  |             |                  |  |  |                  |          |          |  |  |       |       |       |

### Ćwierćfinały
| 13 marca 2026 CET | 2A | – | 2B | Perth Rectangular Stadium, Perth |
|                   |    |   |    |                                  |

| 14 marca 2026 CET | 1A | – | 3 B/C | Stadium Australia, Sydney |
|                   |    |   |       |                           |

| 14 marca 2026 CET | 1B | – | 2C | Perth Rectangular Stadium, Perth |
|                   |    |   |    |                                  |

| 15 marca 2026 CET | 1C | – | 3 A/B | Stadium Australia, Sydney |
|                   |    |   |       |                           |

### Półfinały
| 17 marca 2026 CET |  | – |  | Perth Stadium, Perth |
|                   |  |   |  |                      |

| 18 marca 2026 CET |  | – |  | Stadium Australia, Sydney |
|                   |  |   |  |                           |

### Finał
| 21 marca 2026 CET |  | – |  | Stadium Australia, Sydney |
|                   |  |   |  |                           |

## Nagrody
| Złota Piłka | Złoty But | Złota Rękawica | Nagroda Fair Play |
| ----------- | --------- | -------------- | ----------------- |
|             |           |                |                   |

## Baraże o Mistrzostwa Świata 2027
| 19 marca 2026 CET |  | – |  | Gold Coast Stadium, Gold Coast |
|                   |  |   |  |                                |

| 19 marca 2026 CET |  | – |  | Gold Coast Stadium, Gold Coast |
|                   |  |   |  |                                |

## Klasyfikacja końcowa
| Miejsce                        | Reprezentacja | Punkty | Bramki +/− | Bramki zdobyte |
| ------------------------------ | ------------- | ------ | ---------- | -------------- |
| Strefa medalowa                |               |        |            |                |
| złoto                          |               |        |            |                |
| srebro                         |               |        |            |                |
| brąz                           |               |        |            |                |
| 4.                             |               |        |            |                |
| Wyeliminowane w ćwierćfinałach |               |        |            |                |
| 5.                             |               |        |            |                |
| 6.                             |               |        |            |                |
| 7.                             |               |        |            |                |
| 8.                             |               |        |            |                |
| Wyeliminowane w fazie grupowej |               |        |            |                |
| 9.                             |               |        |            |                |
| 10.                            |               |        |            |                |
| 11.                            |               |        |            |                |
| 12.                            |               |        |            |                |

## Drużyny zakwalifikowane do MŚ 2023
W turnieju Mistrzostw Świata 2027 w Brazylii wezmą udział:
| Drużyna | Sposób kwalifikacji    | Data kwalifikacji | Ostatni występ | Najlepszy wynik |
| ------- | ---------------------- | ----------------- | -------------- | --------------- |
|         | Zwycięzca ćwierćfinału | 13 marca 2026     |                |                 |
|         | Zwycięzca ćwierćfinału | 14 marca 2026     |                |                 |
|         | Zwycięzca ćwierćfinału | 14 marca 2026     |                |                 |
|         | Zwycięzca ćwierćfinału | 15 marca 2026     |                |                 |
|         | Zwycięzca barażu       | 19 marca 2026     |                |                 |
|         | Zwycięzca barażu       | 19 marca 2026     |                |                 |